# 皮耶·路易斯
皮耶·路易斯（Pierre Louÿs，1870年12月10日—1925年6月4日）是法國象徵主義詩人、小說家，代表作是『比利提斯之歌』。

## 著作一覽
- 比利提斯之歌
- 包索爾王的冒險

等

## 外部連結
Template:See also author
- Pierre Louÿs的作品  - 古騰堡計劃
- Finding aid to Pierre Louÿs papers at Columbia University. Rare Book & Manuscript Library. （页面存档备份，存于）
- 互联网档案馆中皮耶·路易斯的作品或与之相关的作品
- 來自皮耶·路易斯的LibriVox公共領域有聲讀物
- Author Pierre Louÿs, from the Oldpoetry Poetry Archive （页面存档备份，存于）
- A Catalogue of the Erotic Works of Pierre Louÿs
- The Songs of Bilitis full text （页面存档备份，存于）
- Pierre Louÿs在互联网电影资料库（IMDb）上的資料（英文）